# Tyler Morton
Tyler Scott Morton (født 31. oktober 2002) er en engelsk professionel fodboldspiller, der spiller som defensiv midtbanespiller  for Premier League-klubben Liverpool.

## Eksterne links
- Profil på Liverpool FC hjemmeside
- Tyler Morton på UEFAs hjemmeside